# アート・エージェンシー
アート・エージェンシー（Art Agency）は東京都渋谷区に本社を置く芸能プロダクション。

## 会社概要
- 会社名：株式会社アート・エージェンシー
- 所在地
  - 本社：〒150-8512　東京都渋谷区桜丘町26-1セルリアンタワー15F

タレント・モデルのマネージメントのみならず、イベントコンパニオンやタレントのキャスティング業務、WEBなどの各種デザイン業務なども行っている事務所である。

## 所属者

### タレント
- やまじ
- 木下愛未
- 葉月えり 「ゴルフダイジェスト“凖ビューティクイーン”2014」「お願いランキング」「お試しかっ!」
- 白石アヤ 「講談社主催 ミスiD2014セミファイナリスト」「日テレジェニック2014」「ベストボディジャパン2014　ガールズ部門凖グランプリ」
- 赤崎月香 「第2回 JUNONプロデュースガールズコンテスト　ファイナリスト」「Let's天才てれびくん　てれび戦士」「ソニーハンディカム　大騎馬戦編」
- 町田みゆう
- 二クラス･ホーディン「なんでもワールドランキング ネプ&イモトの世界番付　G20メンバー」「使える！伝える にほんご」「世界の日本人妻は見た！」
- 伊田麻友香　「EPSON　カラリオミー」「キューティーハニー the LIVE」「いっツー2」
- 藤谷寧々 「第3回 JUNONプロデュースガールズコンテスト　ベスト19」